# Puck (voornaam)
Puck is een voornaam voor vrouwen. In mindere mate wordt de naam ook aan jongens gegeven.
In het Engels is "puck" een vleiwoord, met de betekenis "kabouter, rakker". Ook het Nederlands kent een soortgelijke liefkozende benaming voor kleine kinderen: puk en ukkepuk (met de oorspronkelijke betekenis "schelm", "kleine boef").
In het Engelse taalgebied is Puck de naam van een kabouterachtig wezen. Het meest bekend is Puck oftewel Robin Goodfellow, een karakter uit A Midsummer Night's Dream van William Shakespeare.

## Bekende personen
- Puck van Duyne-Brouwer (1930-2006), Nederlandse atlete
- Puck van Heel (1904-1984), Nederlandse voetballer (Feyenoord)
- Puck Moonen (1996), Nederlandse wielrenster
- Puck Pieterse (2002), Nederlandse veldrijdster en mountainbikester